# Apocalypshit
Apocalypshit è il secondo album dei Molotov, prodotto dalla Universal e registrato e mixato nel 1999 da Mario Caldato Jr.
Presenta al suo interno tredici tracce, che denotano il marcato stile di questa band, sempre carica di sonorità rap, metal, funky perfettamente fuse nella potenza d'impatto e nelle melodie tipicamente messicane.
All'interno del book compaiono i testi delle canzoni, presentate rispettivamente in lingua inglese e spagnolo.

## Tracce
1. No manches mi vida
2. Karmara
3. Polkas palabras
4. Step off
5. Apocalypshit
6. Nero
7. Kuleka's Choice
8. Rastaman-dita
9. Parásito
10. Undertow
11. Exorsimio
12. Let it roll
13. El mundo